# Huệ Giai Đống
Huệ Giai Đống (sinh ngày 1/1/1970 tại Trung Quốc) là một nam đạo diễn người Trung Hoa đại lục. Những tác phẩm tiêu biểu của anh là Tập Độc Tinh Anh, Dương Quang Cảnh Sát, Diên Hi Công Lược, Học viện Quân sự Liệt hoả.

## Phim
| Thời gian         | Phim                     | Diễn viên                                 | Thể loại                             |
| ----------------- | ------------------------ | ----------------------------------------- | ------------------------------------ |
| Tháng 9 năm 2016  | Ngọa Hổ                  | Lâm Hi Càng, Chu Kiệt, Lý Cường, Phó Miếu | Đương đại Cảnh phỉ kịch              |
| Tháng 11 năm 2017 | Diên Hi Công Lược        | Ngô Cẩn Ngôn, Xa Thi Mạn                  | Đại hình thanh cung kịch             |
| Tháng 3 năm 2018  | Liệt Hỏa Trường Quân đội | Bạch Lộc, Hứa Khải                        | Dân quốc nhiệt huyết thanh xuân kịch |